# Веннерберг-Рейтер, Сара
Сара Маргарет Евгения Евфросина Веннерберг-Рейтер (швед. Sara Margaret Eugenia Eufrosyne Wennerberg-Reuter; 11 февраля 1875, Вестергётланд — 29 марта 1959, Стокгольм) — шведская органистка и композитор.

## Биография
Сара Веннерберг родилась 11 февраля 1875 года в Оттерстаде (Вестергётланд). Её отец, Гуннар Брюнольф Веннерберг, был художником-жанристом и приходился братом политику и композитору Гуннару Веннербергу. Мать Сары, Евгения, была талантливой пианисткой-любительницей. Родители поощряли музыкальные склонности девочки; мать давала ей первые уроки игры на фортепьяно. Позже, когда семья переехала в Гётеборг, Сара стала ученицей органистки Эльфриды Андре, которая оказала на неё большое влияние. Не меньшую роль в её жизни сыграл и дядя-композитор, всячески поддерживавший одарённую племянницу.
Благодаря финансовой поддержке Гуннара Веннерберга Сара смогла поехать учиться за границу. Она училась в Лейпциге, где её преподавателем фортепиано был Карл Райнеке, а композиции и контрапункта — Саломон Ядассон. Уже в этот период Сара была замечена критикой и как исполнительница, и как композитор.
Вернувшись в 1898 году в Гётеборг, Сара некоторое время зарабатывала на жизнь уроками музыки. Кроме того, она принимала участие в концертах, организованных Эльфридой Андре. В 1901 году она снова поехала в Германию, в Берлин, где училась композиции у Макса Бруха. В этот период она также работала над собственным фортепьянным концертом, но сочинение осталось незавершённым.
В 1904 году Сара Веннерберг выступила в Стокгольме с сольным концертом, программа которого состояла из её произведений. Критические отзывы были достаточно жёсткими, особенно в отношении сонаты для скрипки и фортепиано — главного на тот момент сочинения Веннерберг. Несколько более благоприятно критики отозвались о её пьесах малой формы. Возможно, причиной неудачи было то, что учителя Сары — Веннерберг, Андре и Брух — поощряли её писать сложные произведения, в то время как ей был близок иной формат. В частности, ей прекрасно удавались песни для голоса соло и хоровая музыка. В более масштабных сочинениях Веннерберг ощущается влияние Бруха. Впоследствии она придерживалась той же стилистики, дистанцируясь от романтизма и экспрессионизма и заявляя, что пишет «старомодную» музыку.
В 1907 году Сара Веннерберг вышла замуж за теолога Хуго Рейтера и с тех пор стала носить двойную фамилию. Она нередко концертировала в качестве пианистки, выступая в том числе при дворе. Кроме того, она занимала место органистки Софийской церкви в Стокгольме с 1906 по 1945 год и написала кантату для церемонии освящения церкви в 1906 году. Она также работала преподавателем в музыкальной школе, однако основным своим призванием продолжала считать композицию.
Сара Веннерберг-Рейтер умерла в Стокгольме в 1959 году.